# أندريس باريا
أندريس باريا (بالإسبانية: Andrés Barea)‏ هو ملحن إسباني، ولد في 1610، وتوفي في 1680.

## وصلات خارجية
- أندريس باريا على موقع ميوزك برينز (الإنجليزية)
- أندريس باريا على موقع أول ميوزيك (الإنجليزية)